# Xiphulcus parallelus
Xiphulcus parallelus là một loài tò vò trong họ Ichneumonidae.